# بر إلياس
بر الياس هي مدينة تقع في قضاء زحلة، محافظة البقاع، لبنان يبلغ عدد سكانها حوالي 60،000 نسمة، معظمهم من المسلمين السنة، وهي ثاني أكبر مدينة بعد زحلة في منطقة زحلة، ومن المعروف على نطاق واسع عن طريق ممرات العبور، كما هو في منتصف الطريق بين بيروت ودمشق. نظرًا لأن المسافة بين مركز البقاع الشمالي والجنوب أصبحت مهمة بسبب الوديان المركزية وعلى الخط الدولي لأهم المراكز الاقتصادية وأكبر الأسواق التجارية، فإن بر الياس تربطها علاقات حسن جوار مع باقي المدن والقرى في المحافظة. يمكن الوصول إلى بر الياس بسهولة من جميع الاتجاهات وفي وسط وادي البقاع.
ترتفع مدينة بار الياس 900 متر فوق مستوى سطح البحر، وتبعد 51  كم من بيروت عبرطريق «دمشق - شتورة»، ويمتد سهل أخضر جميل عبر مسافات تصل إلى عنجر من الشرق، وزحلة من الغرب، وكفر زبد والدلامة من الشمال، والمرج من الجنوب.

## الجغرافيا
وتقع المدينة على بعد 52 كيلومتر (32.31 ميل) شرق العاصمة اللبنانية بيروت، ويمكن الوصول إلى بيروت بالسيارة خلال 60 إلى 75 دقيقة.

### المناخ
تقع بر الياس في منطقة شرق لبنان، التي تعرف بطقسها الجفاف، وهي منطقة نادراً ما تمطر في الصيف، وصيفها دافئ جدًا ، حيث تصل درجة الحرارة فيها إلى 40 درجة مئوية، ويعتبر فصل الشتاء بارد إلى حد ما، ويتميز بالثلوج الكثيفة، ويتدفق نهرا «الليطاني والغزايل» حول مشارف المدينة.

### تعداد السكان
تعداد سكان برالياس حوالي ٥٠٠٠٠ لبناني و ٦٠٠٠٠ نازح سوري

### الدين
غالبية من يقطن المدينة من المسلمون السنة، مع عدد من المسيحيين، ويوجد في المدينة أكثر من أربعة مساجد وكنيستين، ومفتي المدينة «الميس» هو زعيم ديني سني بارز مرتبط بحركة المستقبل.

## السياسة

### الحكومة
تقع بار الياس في قضاء زحلة، واحدة من المناطق الثماني في لبنان، وأجريت انتخابات حرة لانتخاب مجلس بلدية يتكون من 18 عضوا يمثلون معظم الأسر في المدينة، وشارك 56٪ من السكان في انتخابات المجلس الأخيرة.

## روابط خارجية
- Barelias.net